# King Island (British Columbia)
King Island ist eine Insel vor dem zentralen Festland der kanadischen Provinz British Columbia. Die Insel liegt rund 50 km westlich von Bella Coola bzw. rund 20 km östlich von Bella Bella und gehört zu den zehn größten Inseln der Provinz. Die Insel gehört zum Central Coast Regional District. Wie die meisten der Inseln im nördlichen Küstenbereich der Provinz wird sie zum Great Bear Rainforest gerechnet.
Traditionell ist die Insel Siedlungs- und Jagdgebiet hauptsächlich der Heiltsuk aber auch der Nuxalk, Völker der First Nations. Im Südwesten der Insel liegt mit Kisameet Indian Reserve 7 auch ein rund 6 ha großes Reservat der Heiltsuk.
Im Nord trennt der Dean Channel, im Osten der Labouchere Channel und im Süden der Burke Channel die Insel vom Festland. Nach Westen wird die Insel durch Cunningham Island, Denny Island sowie Hunter Island vom Queen Charlotte Sound getrennt. Die Insel, welche lang gestreckt von Nordost nach Südwest liegt, hat eine maximale Breite von etwa 20 km und eine Länge von rund 100 km.
An der südwestlichen Küste der Insel liegt, um eine Bucht, der Codville Lagoon Marine Provincial Park. Während im Nordosten, mit dem Farquhar Peak, der höchste Punkt der Insel (1679 m) gelegen ist.
Die Insel wurde im Jahr 1793 durch Kapitän George Vancouver, zur Erinnerung an seinen ehemaligen Kapitän James King benannt. Vancouver fuhr auf James Cooks dritter Entdeckungsreise als Midshipman unter King auf der HMS Discovery.